# Héctor Rodolfo Orlandi
Héctor Rodolfo Orlandi (Buenos Aires, 1915 - Buenos Aires, 17 de febrero de 2000), fue un abogado y magistrado argentino y un destacado jurista especializado en el área del derecho político y constitucional de la República Argentina.

## Carrera judicial
Se graduó de abogado y doctor en jurisprudencia en la Universidad de Buenos Aires (UBA). Fundó la Asociación Argentina de Ciencia Política. Se destacó como profesor titular de Derecho Político en la Facultad de Derecho y Ciencias Sociales de la UBA, en la Universidad Nacional de La Plata y en la Universidad del Salvador. Desde esa posición, se distinguió como autor de varias obras jurídicas que son lectura recomendada en los foros y en las cátedras de Derecho Político.
Fue uno de los fundadores de la Cámara Nacional Electoral, instituida en 1962, como el órgano jurisdiccional encargado de resolver las apelaciones que presentan los partidos políticos contra las decisiones del Juzgado federal con competencia electoral en la Ciudad Autónoma de Buenos Aires, y de los jueces electorales con asiento en las provincias. El tribunal fue disuelto luego del golpe militar encabezado por Juan Carlos Onganía, lo que llevó al doctor Orlandi a abandonar la magistratura y retornar a su actividad profesional. La Cámara Electoral fue recreada en 1972 y, con el advenimiento del período democrático de 1983, volvió a integrar el organismo en 1984.

## El Caso Menem
La actuación judicial más destacada del magistrado Orlandi fue por su fundamentación en contra de la validez de una segunda reelección constitucional del presidente Carlos Menem, en los 19 casos sometidos a su consideración y avocamiento. En 1998, un grupo de partidarios de Menem pretendía impulsar la elección del mandatario argentino -electo por primera vez en 1989 y reelecto, reforma constitucional mediante, en 1995- para el período de gobierno a comenzar el 10 de diciembre de 1999.
El planteo implicaba que, con base en una disposición transitoria del texto constitucional sancionado y promulgado en 1994, pretendía contar al período de gobierno que va desde 1995 hasta 1999, como "el primero" de los dos que permite la Constitución reformada; sosteniéndose que, al momento de la reforma de la Carta Magna, restaban solo once meses de la gestión iniciada en 1989, y que por eso no puede considerarse como primer mandato.
Sin embargo, la Cámara Nacional Electoral, en sucesivos planteos y con el voto de los magistrados Munné y Orlandi, sostuvo que "únicamente otra Convención Constituyente convocada como consecuencia de una nueva declaración de necesidad de reforma que el Congreso de la Constitución formulara en los términos del mencionado artículo 30 podría eliminar impedimentos (...)" y que no se puede considerar distintas la Constitución de 1853 y la reforma de 1994.